# Kasang Bangsawan
Kasang Bangsawan is een bestuurslaag in het regentschap Rokan Hilir van de provincie Riau, Indonesië. Kasang Bangsawan telt 4059 inwoners (volkstelling 2010).